# 楽屋
楽屋（がくや）とは、劇場やテレビ局などに備えられた出演者のための控え室である。

## 概要
もともとは楽器を置いたりする場所、舞楽の演奏者が舞台の後ろの幕の内で演奏していた場所を「樂之屋」と呼んだのが楽屋の語源。劇場の外部から楽屋に繋がった出入り口を「楽屋口」という。
出演者はこの部屋で更衣・化粧・食事等をして自分の出番を待つ。室内の設備で最も重要なのは化粧のための鏡台であり、鏡の周囲を照明（電球）が取り囲んでいることが多い。その他全身を映せる鏡や、出番を確認するために舞台の状況を映すテレビモニターなどが用意されている。
商業演劇を興行する大劇場では、主役ほか主要な出演者が個別に使用するための「小部屋」と、端役やその他大勢の出演者のための「大部屋」があるのが普通だが、数百人規模の新劇主体の劇場では、中程度の部屋が並び、出演者は数人単位で楽屋を共用するのが普通である。テレビ局では出演者それぞれに個室が与えられることが多い。
劇場設計の面では、楽屋は重要なポイントとなるべきで、舞台に近い同一平面上（舞台までの間に階段などの段差がない）に配置されることが望ましいが、観客のための設備が優先されることが多く、理想的に配置された楽屋はむしろ少ない。
芸能界では一般的に、楽屋の位置や規模により出演者の「格付け」がなされると理解される。それは室内における上座・下座といった席次マナーに近い。舞台やスタジオ等により近い部屋、または個室でより大きな楽屋をあてがわれた出演者が「格上」であるとされる。いわゆる大物芸能人が複数出演する場合は、舞台やスタジオ等から遠い楽屋であっても大きさを大きくしたり、あるいはふだんは数人単位で共用する中規模の楽屋を個室として利用する等、簡易な改装が行われることもある。